# Alerte au bagne
Pour plus de détails, voir Fiche technique et Distribution.
Alerte au bagne (titre original : Prison Nurse) est un film américain réalisé par James Cruze, sorti en 1938.

## Fiche technique
- Titre : Alerte au bagne
- Titre original : Prison Nurse
- Réalisation : James Cruze
- Scénario : Earl Felton et Sidney Salkow d'après l'histoire d'Adele Buffington et Louis Berg
- Photographie : Ernest Miller
- Montage : William Morgan
- Musique : Alberto Colombo
- Costumes : Irene Saltern
- Société de production :  Republic Pictures
- Société de distribution :  Republic Pictures (États-Unis), Empire Universal Films (Canada), British Lion Film Corporation (Royaume-Uni), Associated Distributors (Australie)
- Pays de production :  États-Unis
- Langue : Anglais américain
- Format : Noir et blanc — 35 mm — 1,37:1 — Son : Mono (RCA High Fidelity Sound System)
- Métrage : 1 798 mètres (7 bobines)
- Genre : Film dramatique, Film noir
- Durée : 67 minutes (1 h 7)
- Date de sortie :
  - États-Unis : 11 octobre 1912

## Distribution
- Henry Wilcoxon : Dale
- Marian Marsh : Judy
- Bernadene Hayes : Pepper Clancy
- Ben Welden : Gaffney
- Ray Mayer : Jackpot
- John Arledge : Mousie
- Addison Richards : Warden Benson
- Frank Reicher : Docteur Hartman
- Selmer Jackson : Parker